# جسیکا شیپر
جسیکا شیپر (به انگلیسی: Jessicah Schipper) (زادهٔ ۱۹ نوامبر ۱۹۸۶) شناگر اهل استرالیا است.